# Los Molares
Los Molares és un municipi de la província de Sevilla, Andalusia, Espanya, situat a la comarca de la Campiña. L'any 2008 tenia 3.042 habitants. La seva superfície és de 43 km² i té una densitat de 66,8 hab/km². Les seves coordenades geogràfiques són 37° 09′ N, 5° 43′ O. Està situat a 73 metres d'altitud i a 44 quilòmetres de la capital de província, Sevilla. Pertany al partit judicial d'Utrera i des de 1988 forma part de la Mancomunitat de Municipis del baix Guadalquivir.

## Demografia
Nombre d'habitants:
| Any 1996 | Any 1998 | Any 1999 | Any 2000 | Any 2001 | Any 2002 | Any 2003 | Any 2004 | Any 2005 | Any 2007 | Any 2008 |
| -------- | -------- | -------- | -------- | -------- | -------- | -------- | -------- | -------- | -------- | -------- |
| 2.659    | 2.675    | 2.672    | 2.674    | 2.652    | 2.699    | 2.759    | 2.800    | 2.874    | 2.991    | 3.042    |

## Història
L'assentament de població a la zona de Los Molares es remunta al Neolític, al voltant del 3500-4000 aC. D'aquesta època trobem uns dólmens de planta en L, excavats per Juan de Mata Carriazo i Arroquia (1968) i pel museu Arqueològic Provincial (1980-81). Les restes del poblat al qual pertany aquesta necròpolis megalítica s'han pogut excavar el 2006. Posterior a aquest poblat és El Amarguillo II, adscrit al període Calcolític. Aquest poblat va ser descobert per Manuel M.ª Ruiz Delgado, i excavat parcialment per Rosario Cabrero García entre 1986 i 1987. Cal destacar també el poblament turdetà, així com l'abundància de vil·les romanes, dependents de la propera ciutat de Salpensa. El 2006 l'excavació dirigida per Ezequiel Gómez Murga ha posat de manifest l'existència d'un complex terrisaire per a material constructiu als voltants del perímetre urbà actual. El poblament medieval cristià, origen de la població actual, s'inicia al començament del segle xiv, quan el rei Ferran IV atorga el lloc a Lope Gutiérrez de Toledo, com a premi a la seva actuació a una campanya de la Reconquesta, concretament al lloc d'Algesires (1309). Aquest construïx el castell que actualment adorna la població, i el seu fill d'igual nom propiciarà el poblament del lloc a partir de 1336, any que el rei Alfons XI li concedeix la corresponent carta de poblament. El 1430 Los Molares passa a la família Ribera, tradicionals Adelantados Mayores de Andalucía, més tard coneguts com a Ducs d'Alcalá, i posteriorment agregats al Ducat de Medinaceli.
A finals del segle xv comença una època pròspera per al poble, a l'iniciar-se una fira comercial, especialitzada en tots els gèneres de teixits. En aquest context, entre els anys 1569 i 1584 la població té com a governador del castell i jutge principal de la vila al cèlebre poeta sevillà Baltasar del Alcázar (1530-1606), conegut pel seu Cena Jocosa. A mitjans del segle xvii la fira entra en decadència, i amb ella, també l'entitat del municipi. El 1837 deixa de ser vila de senyoriu, i la propietat del castell i la seva terra passa per diverses mans. El 1876, a causa de la impossibilitat de seguir governant-se per si mateix, el municipi s'agrega a la propera vila d'Utrera; situació en la qual roman fins a 1919. Actualment Los Molares és un municipi en ple creixement.

## Festes locals
- Romeria de Nostra Senyora de Fàtima, diumenge més proper al dia 13 de maig, festivitat de la Verge de Fàtima.
- Fira de Santa Marta, entorn del 29 de juliol, festivitat de santa Marta; dia que la imatge surt en processó pels carrers del poble.
- Mercat Medieval, sol celebrar-se l'últim cap de setmana del mes de setembre.